# Oopsis nutator
Oopsis nutator là một loài bọ cánh cứng trong họ Cerambycidae.